# Liste der Mitglieder der National Academy of Sciences/1956
Im Jahr 1956 wählte die National Academy of Sciences der Vereinigten Staaten 34 Personen zu ihren Mitgliedern.

## Neugewählte Mitglieder
- Manson Benedict (1907–2006)
- Konrad E. Bloch (1912–2000)
- Kenneth S. Cole (1900–1984)
- Bryce Crawford, Jr. (1914–2011)
- William A. Fowler (1911–1995)
- Maria Goeppert-Mayer (1906–1972)
- Frederick G. Gregory (1893–1961)
- Caryl P. Haskins (1908–2001)
- Emil W. Haury (1904–1992)
- Kariamanikkam Krishnan (1898–1961)
- Polykarp Kusch (1911–1993)
- Albert L. Lehninger (1917–1986)
- Albert E. Michotte (1881–1965)
- C. Phillip Miller (1894–1985)
- W. W. Morgan (1906–1994)
- Walter H. Munk (1917–2019)
- Melvin S. Newman (1908–1993)
- Joseph Peres (1890–1962)
- Robert Pitts (1908–1977)
- John D. Roberts (1918–2016)
- Karl Schmidt (1890–1957)
- Martin Schwarzschild (1912–1997)
- Claude E. Shannon (1916–2001)
- Folke Skoog (1908–2001)
- Norman Steenrod (1910–1971)
- Walter H. Stockmayer (1914–2004)
- Albert Szent-Györgyi (1893–1986)
- Charles Hard Townes (1915–2015)
- Francis J. Turner (1904–1985)
- John Verhoogen (1912–1993)
- Maurice B. Visscher (1901–1983)
- John Christian Warner (1897–1989)
- Walter H. Zinn (1906–2000)
- Georg von Bekesy (1899–1972)